# Quipapá
Quipapá é um município brasileiro do estado de Pernambuco, distante 180 quilômetros da capital pernambucana, Recife. Pertence a Região Geográfica Intermediária de Caruaru e é o 22º município mais populoso da Região Geográfica Imediata de Garanhuns. Em 2024, o Instituto Brasileiro de Geografia e Estatística (IBGE) estimou sua população em aproximadamente 17.974 pessoas, sendo o 114º mais populoso município pernambucano.

## História
O município de Quipapá teve origem sua na povoação que se ergueu no local, concentrada em redor de pequena capela que obteve o status de freguesia, com certa homenagem a Nossa Senhora da Conceição de Quipapá.
Foi desbravado pelos anos de 1630 a 1697, trabalho realizado pelos negros foragidos, que faziam parte do Quilombo dos Palmares, ergueu-se oficialmente entre 1795 e 1796, quando o capitão Francisco Rodrigues de Melo junto a sua esposa, D. Ana Maria dos Prazeres, instalaram-se na Fazenda das Panelas, resultando no município do mesmo nome.
O distrito criado com o nome Quipapá, deu-se pela lei provincial número 432, de 23 de Junho de 1857, onde ficou sob pleito do município de Panelas.
Anos mais tarde, foi elevado à categoria de vila com a denominação somente de Quipapá (lei provincial nº 1402, de 12 de maio de 1879) e instalado em 18 de julho de 1879.
A ascensão ao status de município, deu-se de forma definitiva, em 19 de maio de 1900, pela Lei Estadual número 432, separando-se do município de Panelas (Número 54, de 23 de novembro de 1905, onde foi criado o distrito de Pau Ferro e anexado ao município de Quipapá.
Como divisão administrativa, o município é constituído de seis distritos: Quipapá, Barra de Jangada, Jurema, Pau Ferro, Queimadas e São Benedito, onbde mais tarde o distrito de Jurema é também elevado à categoria de município.
Em 1938, atravé do decreto-lei nº 235, de 9 de dezembro de 1938, o distrito de São Sebastião da Barra foi extinto, sendo seu território anexado ao distrito de Quipapá e São Benedito. Entre 1939 e 1943, o município é constituído de quatro distritos: Quipapá, Igarapeba, Pau Ferro e São Benedito.
Em 1963, desmembra-se do município de Quipapá os distritos de Iraci e Igarapeba, para formar o novo município de São Benedito do Sul, ex-Iraci. Neste sentido, a divisão territorial de 31 de dezembro de 1963, consta o município constituído apenas de 2 distritos: Quipapá e Pau Ferro. Assim permanecendo em divisão territorial até os dias atuais.

## Etimologia
A origem do nome Quipapá possui diversas versões, algumas de cunho folclórico. Outras com origem africana, sendo que nessa última, trata-se de um corruptela de quipacá, que significa asilo de fugitivos.
Segundo outros, a palavra é de origem tupi, oriunda de uma planta da família das cactáceas, o quipá. Que no plural ficaria quipaquipá, e com passar do tempo, uma sílaba foi extinta, resultando Quipapá, que também dá o nome a de uma de suas serras e de um de seus rios.

## Geografia
Localiza-se a uma latitude 08º49'40" sul e a uma longitude 36º00'42" oeste, estando a uma altitude de 462 metros. Está situada na microregião da Zona da Mata Sul ou Mata Meridional pernambucana.
Divisa com os municípios de Panelas, São Benedito do Sul, Jurema e Canhotinho, municípios pernambucanos, e ainda Ibateguara e São José da Laje, municípios alagoanos.
Sua população estimada em 2008 é de 25.301 habitantes.
Possui uma área de  225,68 km².
Seu relevo é montanhoso. E os rios Piranji, Areias e Quipapá, além de inúmeros riachos perenes, formam sua hidrografia.
Fica a aproximadamente 180 km da capital Recife, ficando ainda próxima (em média 60 km) o municípios pólo como Caruaru, Garanhuns e Palmares.
É cortada pelas rodovias BR-104, PE-126 e PE-177. A primeira liga o município as cidades de Maceió/AL e Caruaru/PE. A segunda e a terceira rodovias ligam Quipapá as cidades de Palmares e Garanhuns respectivamente.

## Economia

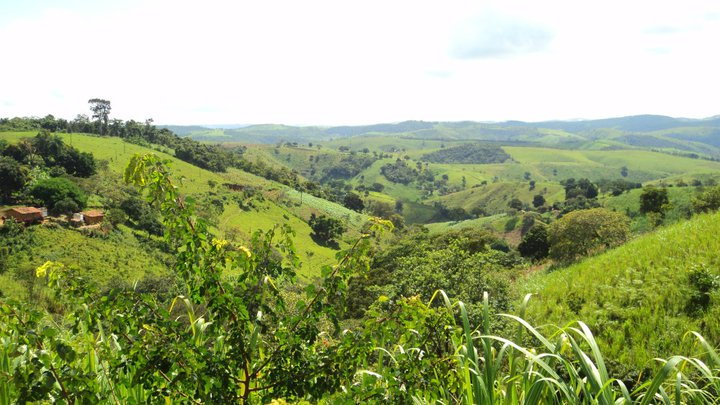
Relevo predominante no município de Quipapá.

Durante quase todo o século XX o município teve destaque na região, com a monocultura da cana-de-açúcar e a Usina Água Branca, indústria de grande porte do setor sucroalcooleiro, que eram, juntos, a mola propulsora da economia local.
Em meados dos anos 90 porém, o esgotamento do solo - devido provavelmente a falta de manejo adequado do mesmo -, anos seguidos de clima hostil a cultura da cana, aliados a questões trabalhistas iniciadas por ex-funcionários e problemas na área administrativa, provocaram a derrocada da Usina Água Branca, que teve sua falência decretada oficialmente pela justiça em 1997. Fato que provocou uma onde de desemprego sem precedentes na história da região e um consequente êxodo de centenas de trabalhadores, direta e/ou indiretamente afetados pelo fim das atividades da usina e do plantio em larga escala da cana no município, para diversas partes do país, principalmente para o município de São Paulo.
Atualmente, a economia quipapaense tem como base de sustentação o funcionalismo público municipal, juntamente com os programas sociais dos governos federal e estadual - realidade vivenciada por centenas de municípios brasileiros.
Na zona rural, a agropecuária participa de forma mais tímida da economia, valendo destacar: a agricultura de subsistência, promovida pelas famílias que residem — em número cada vez menor — no campo; os assentamentos de bananeiras e aracati — antigas propriedades da falida Usina Água Branca — e suas produções ainda em pequena escala; algumas poucas propriedades voltadas para a produção de leite; e a criação de gado de corte, originária em sua grande parte dos latifúndios espalhados pela zona rural do município.
A falta de um conjunto de fatores, tais como existência de uma mão-de-obra qualificada, incentivos governamentai e a existência de uma infraestrutura local é provavelmente, a maior barreira para o impulsionamento da economia e consequentemente do crescimento local, principalmente por meio da instalação de empresas geradoras de emprego e renda. Situação que continua provocando um êxodo, em proporções pequenas, porém contínuo, de jovens quipapaenses, que terminam a educação básica e se dirigem aos grandes centros urbanos das mais diversas partes do Brasil, em busca de oportunidades de emprego e de prosseguimento nos estudos.
Contudo, o município possui um grande potencial turístico — ainda pouco explorado — com destaque para as inúmeras nascentes que se espalham por todo o seu território. Destaca-se neste setor o Engenho Laje Bonita, empreendimento local que explora o turismo rural sustentável com destaque também para o aspecto histórico da localidade.

## Filhos ilustres
- Déa Selva — atriz quipapaense, famosa nos tempos do rádio.
- Epaminondas Bezerra — foi o criador da Paixão de Cristo de Nova Jerusalém, em Fazenda Nova. Passou a responsabilidade do Drama do Calvário para o casal Plínio e Diva Pacheco em 1970.
- Jaime Nicola — artista quipapaense, com obras espalhadas pelo Brasil e pelo mundo. Merecem destaque suas obras esculpidas em madeira nobre, que conquistaram a crítica mais especializada do país.
- Jerônimo Gueiros — atuante na área intelectual do Recife como ministro presbiteriano, professor de Português e diretor da antiga Escola Normal Oficial.
- José Alfredo Américo Leite — professor da UFPB, Tradutor Público Juramentado de Inglês do Estado da Paraíba de 1985 até 2012.
- Waldemar Lopes — poeta e jornalista. Trabalhou no IBGE e na OEA.